# Памірські мови
Памірські мови — ареальна група мов, що входять до східноіранської групи іранських мов, на яких говорять т. зв. памірці. Поширені в Західному Памірі (Гірський Бадахшан), розділеному між Таджикистаном, Пакистаном, КНР (південний захід Синьцзян-Уйгурського автономного району), Афганістаном.

## Північно-Памірські мови
- Язгулямська мова компактно представлена в долині річки Язгулем Ванцького району Горно-Бадахшанської автономної області (ГБАО).
- Старованцька мова, що існувала до кінця XVIII ст. в долині Ванджа, поступилася місцем таджицькій мові.

### Шугнано-Рушанські мови
Шугнанська мова представлена в таджицькому та афганському Бадахшані. У межах Гірського Бадахшану також використовується в адміністративному центрі області — місті Хорог, Шугнанському та Рошткалінському районах. На баджувській говірці шугнанської мови говорять в селищах Верхній та Нижній Баджув Рушанського району ГБАО, на Шахдарінській та барвазській — у Рошткалінському районі ГБАО.
Рушанська мова — правобережні й лівобережні вздовж по річці Пяндж селища памірського та афганського Бадахшану.
Хуфська мова — ущелини правої притоки Пянджа, селища Хуф і Пастхуф. Деякими дослідниками хуфська розглядається як діалект рушанської мови.
Бартанзька та близька їй рошорвська мова — долина Бартанг Рушанського району. Для них простежується діалектний поділ на равмедську, сіпонджську та сарезьку говірки.
Сарикольська мова — переважно в Сіньцзян-Уйгурському автономному районі Китаю і в пакистанському Читралі. Мургабські сарикольці на Східному Памірі зазнали асиміляції киргизами.
Генетична близькість названих мов шугнано-рушанської групи настільки велика, що взаєморозуміння може бути досягнуто при вживанні рідної мови або діалекту майже у всіх випадках. Труднощі можуть виникнути лише при спілкуванні носіїв шугнано-рушанської групи мов-діалектів з сарикольцями. Шугнанська мова в силу широкої територіальної поширеності та численності носіїв грає роль мови міжпамірського усного спілкування поряд з таджицькою мовою («міжпамірський фарсі»).

## Південно-Памірські мови
Ішкашимська мова компактно побутує в кількох селищах Ішкашимського району ГБАО, близька йому сангліцька — в афганському Бадахшані.
Ваханська мова — у верхів'ях річки Пяндж в Ішкашимському районі ГБАО, в афганському Бадахшані, в окремих селищах на півночі Пакистану та Синьцзян-Уйгурському автономному районі Китаю.
Мунджанська мова поширена в афганському Бадахшані у верхів'ях річки Кокча, а близька йому мова їдга — у Пакистані.
Спілкування між носіями мунджанської, ішкашимської, ваханської, язгуламської мова і мов-діалектів шугнано-рушанської мовної групи здійснюється переважно на міжпамірській таджицькій та, частково, на шугнанській.
Памірські мови поряд з пушту, осетинською та ягнобською входять у східно-іранську групу іранських мов і споріднені вимерлим мовам саків (скіфів), бактрійців, согдійців, хорезмійців та інших східно-іранських етносів.